# Over and Over (canción de Hot Chip)
«Over and Over» fue el primer sencillo del segundo álbum de la banda británica Hot Chip, The Warning. Fue lanzado en 2006 en dos ocasiones en el Reino Unido, primero alcanzando el puesto número 32 en marzo y el número 27 en octubre de aquel año.

## Video musical
El video musical dirigido por Nima Nourizadeh, cuenta con la aparición de los miembros de la banda en lo que parece ser una especial producción cargada de efectos visuales. Muestra a los miembros de la banda tocando en un escenario estilizado con una pantalla verde, junto a varias asistentes vestidas de verdes. El video fue precargado con el dispositivo Zune 30.

## Lista de canciones
CDS
1. «Over and Over» – 5:49
2. «Plastic» – 3:33
3. «A Family in Here» – 4:44
4. «Over and Over» (Naum Gabo Remix) – 7:05
5. «Over and Over» (Solid Groove Remix) – 6:30
6. «Over and Over» (Justus Köhncke's Baking Horse Club Mix) – 7:31
7. «Over and Over» (Video musical)

7"
1. «Over and Over»
2. «The Girl In Me»

CDS1
1. «Over and Over»
2. «Grubbs»

CDS2
1. «Over and Over»
2. «Sexual Healing»
3. «Over and Over» [Mock & Toof Dub]

12"
1. «Over and Over» [Maurice Fulton Dub]
2. «Over and Over» [Mock & Toof Dub]
3. «Just Like We (Breakdown)» [Booka Shade Vocal Mix]
4. «Just Like We (Breakdown)» [Booka Shade Dub Mix]

7"
1. «Over and Over» [Maida Vale Session Version]
2. «Sexual Healing»

## Posicionamiento en listas
| Lista (2006)                   | Mejor posición |
| ------------------------------ | -------------- |
| Irlanda (IRMA)                 | 44             |
| Reino Unido (UK Singles Chart) | 27             |